# Kanaalrat
Een kanaalrat is een stormdepressie die zich ontwikkelt boven de Atlantische Oceaan en via het Kanaal naar de Belgische en Nederlandse kust komt. Deze gaat meestal gepaard met plots opstekende storm, hevige neerslag en hevige rukwinden.
Een kanaalrat is vooral 's winters gevaarlijk omdat er zich dan rukwinden kunnen voordoen tot 130 km per uur. Nog niet zo lang geleden waren deze stormdepressies moeilijk te detecteren. Met de huidige computers is dat wel mogelijk.

## Naam
De kanaalrat dankt zijn naam aan enkele kenmerken die vergelijkbaar zijn met aan de rat toegeschreven eigenschappen. De depressie ontstaat als het ware sluipenderwijs, was voorheen moeilijk op te sporen en kan dodelijk zijn.